# Mobiler Großventilator
Mobile Großventilatoren (MGV) (umgangssprachlich auch Tunnellüfter genannt) werden von der Feuerwehr zur Belüftung von Tunnelanlagen oder großvolumigen Gebäuden eingesetzt, um im Brandfall Rauch und Hitze schnellstmöglich abführen zu können.
Zum Einsatz kommen leistungsstarke Ventilatoren, die auf Anhänger oder Lkw-Fahrgestelle montiert werden.

## Technik
Als Antrieb der Ventilatoren werden Verbrennungs- und Elektromotoren oder Hydraulikaggregate eingesetzt.
Die Gehäuse der Ventilatoren bestehen, je nach Modell, aus lackiertem Stahlblech oder GFK.
Als Propeller kommen Aluminium- oder Kunststoffpropeller zum Einsatz.
Geräteabhängig liegt die Ventilatorleistung zwischen 80.000 m³/h und 213.000 m³/h.

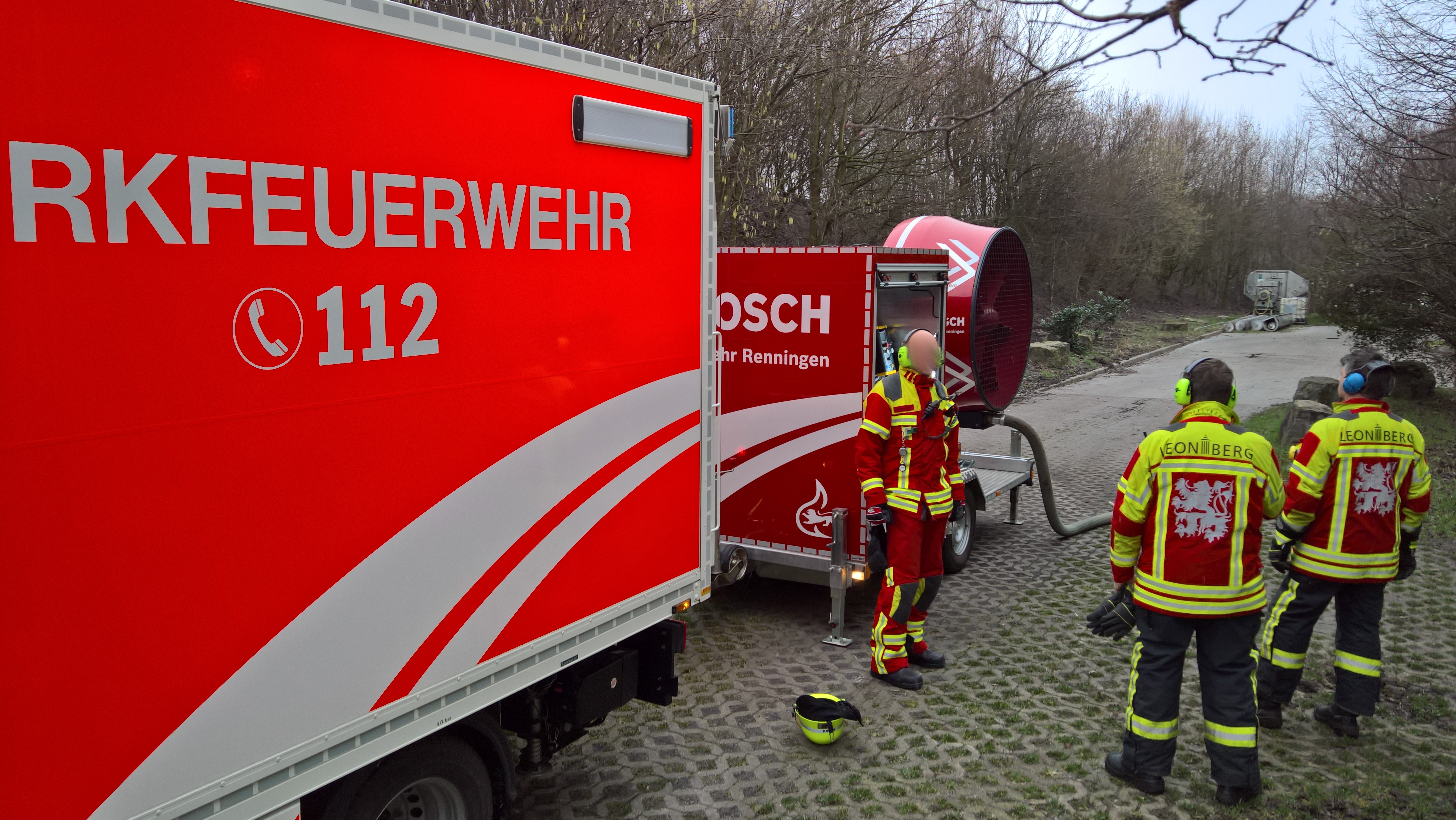
Mobiler Großventilator der Werkfeuerwehr Bosch Renningen im Einsatz

## Nutzer
Nutzer mobiler Großventilatoren sind in erster Linie Feuerwehren, die für die Sicherheit von Tunnelanlagen zuständig sind, sowie Werkfeuerwehren, die im Einsatz großvolumige Hallen belüften müssen, um Brandrauch oder andere Gase zu entfernen.
MGV-Nutzer in Deutschland sind unter anderem die Feuerwehr München, die Feuerwehr Heidelberg und Werkfeuerwehren diverser Automobilhersteller (z. B. Audi, BMW, Daimler, Volkswagen).

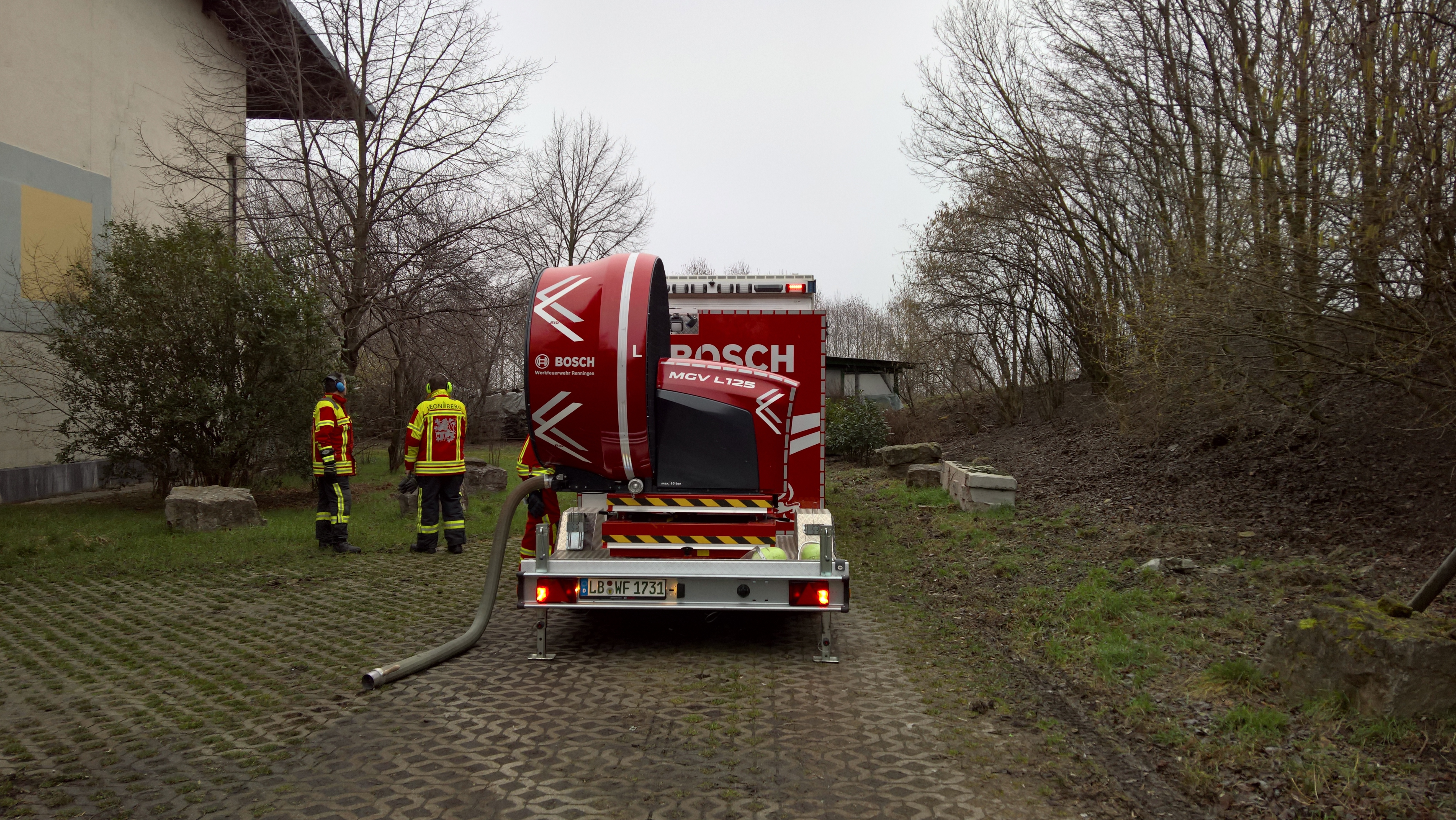
Mobiler Großventilator der Werkfeuerwehr Bosch Renningen im Einsatz